# Don Clark (cầu thủ bóng đá)
Donald Clark (25 tháng 10 năm 1917 – 21 tháng 8 năm 2014) là một cầu thủ bóng đá người Anh thi đấu ở vị trí tiền đạo trung tâm. Sinh ra ở Bristol, Clark thi đấu ở Football League cho câu lạc bộ quê nhà Bristol City từ 1938 – 1951, ghi 67 bàn trong 117 trận. Ông là cầu thủ ghi bàn nhiều thứ 12 cho Bristol City và giữ kỉ lục có số bàn ghi nhiều nhất trong một mùa giải – 42 bàn mùa giải 1946/1947.
Con trai của ông, Brian cũng là một cầu thủ bóng đá chuyên nghiệp.